# 富士五山
富士五山（ふじござん）は、駿河国富士郡にて建立された日興門流の5つの有力本山の総称。
- 大石寺（日蓮正宗）
- 北山本門寺（日蓮宗）
- 西山本門寺（単立）
- 小泉久遠寺（日蓮宗）
- 下条妙蓮寺（日蓮正宗）

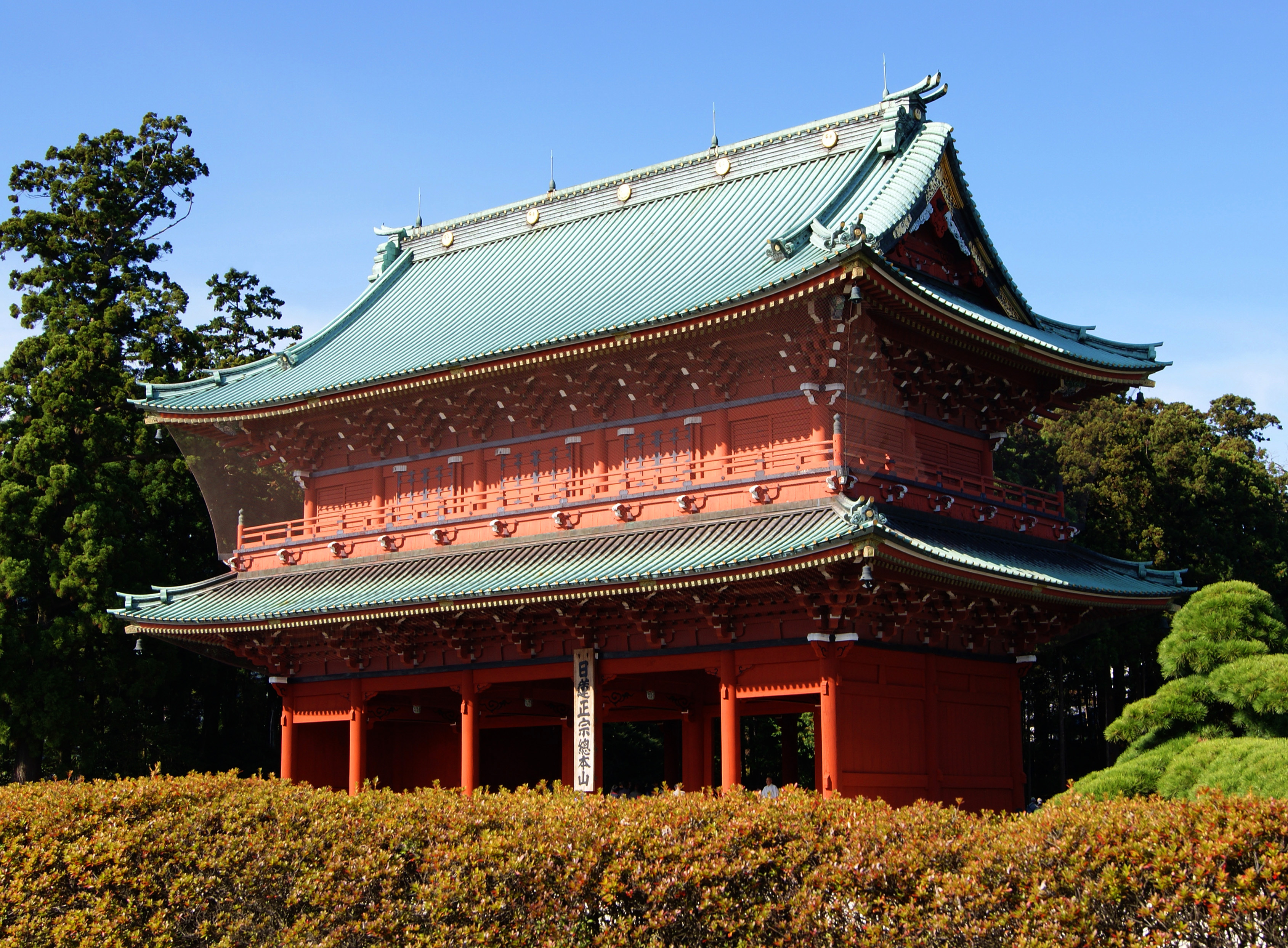
大石寺
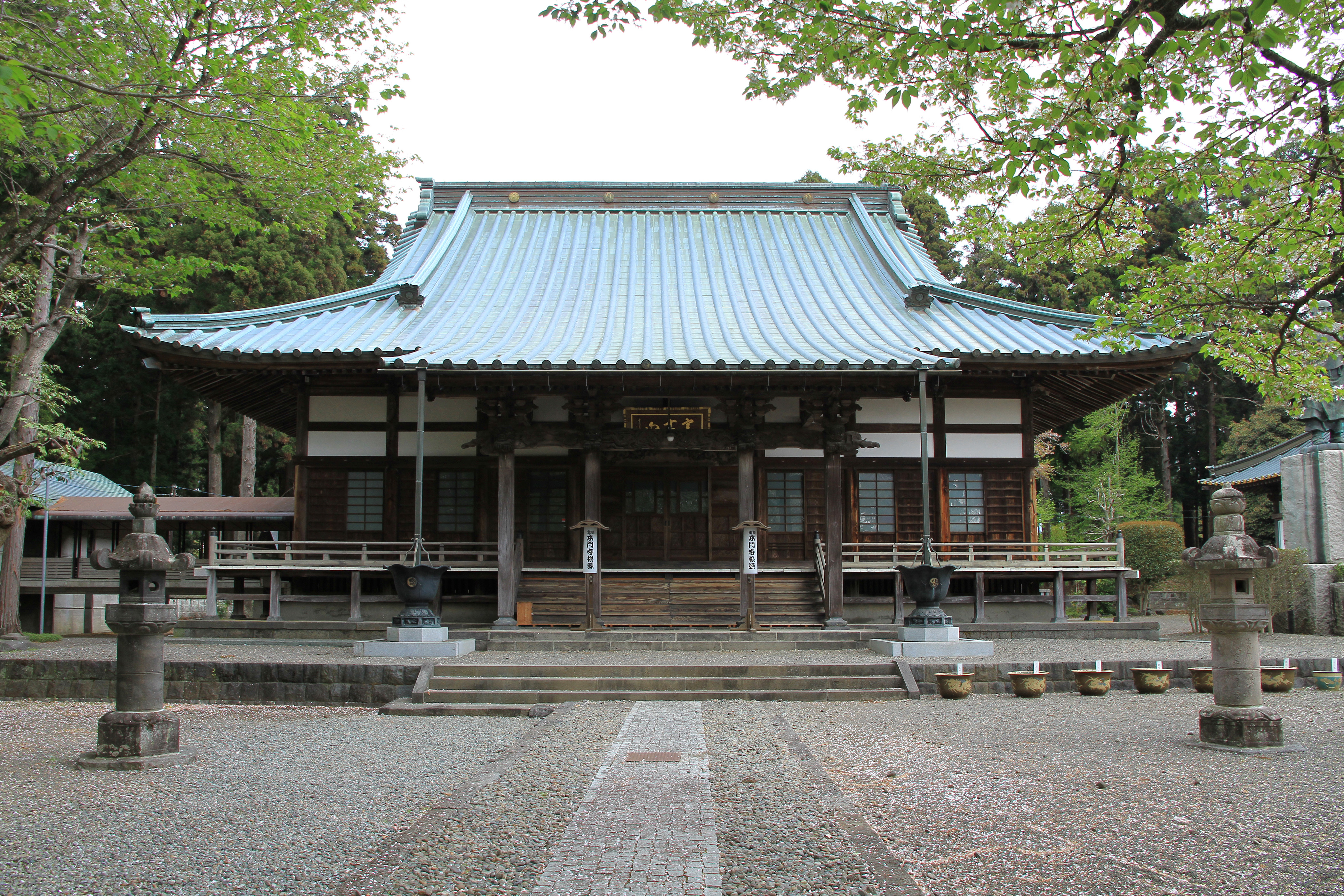
北山本門寺
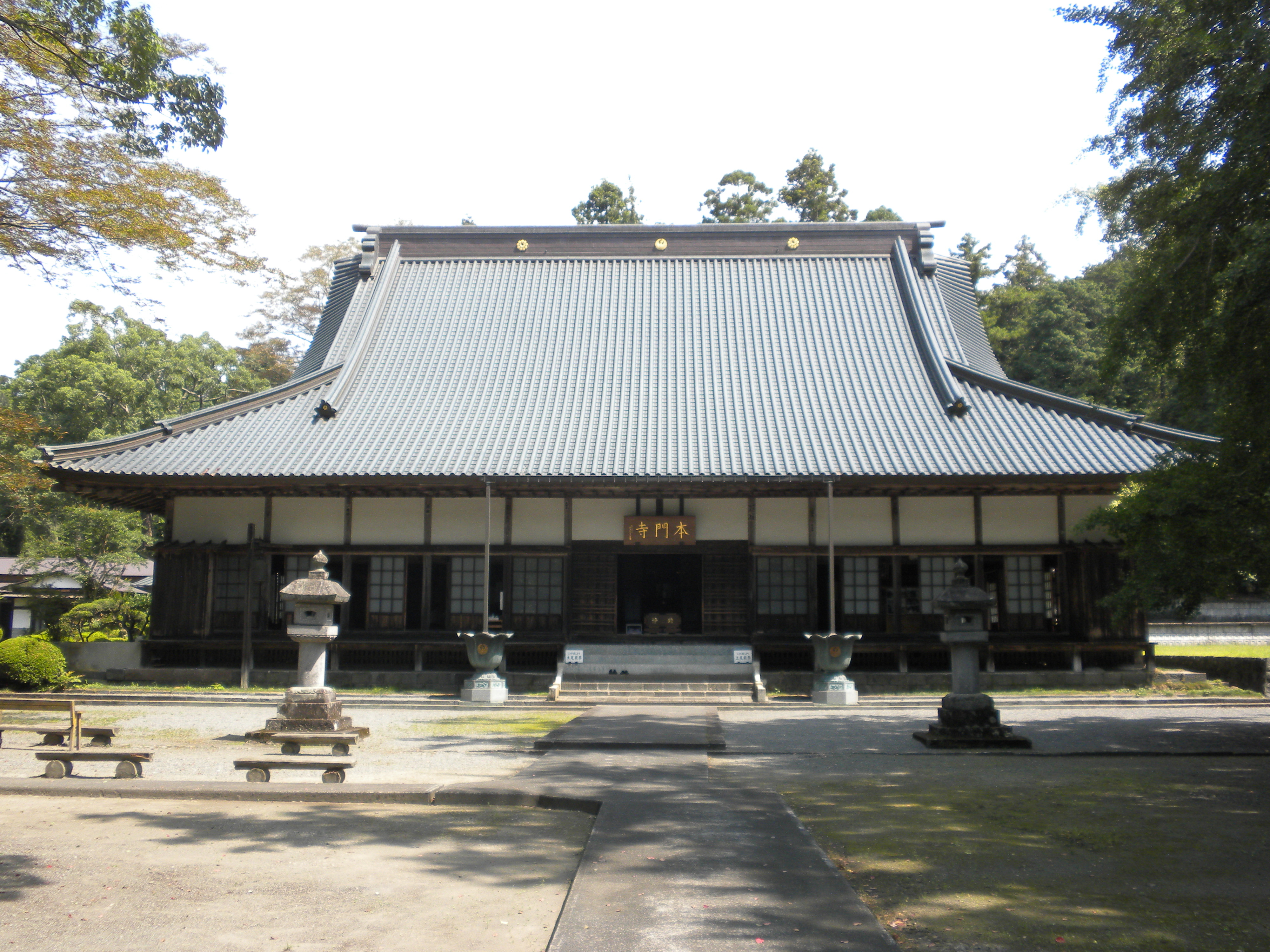
西山本門寺
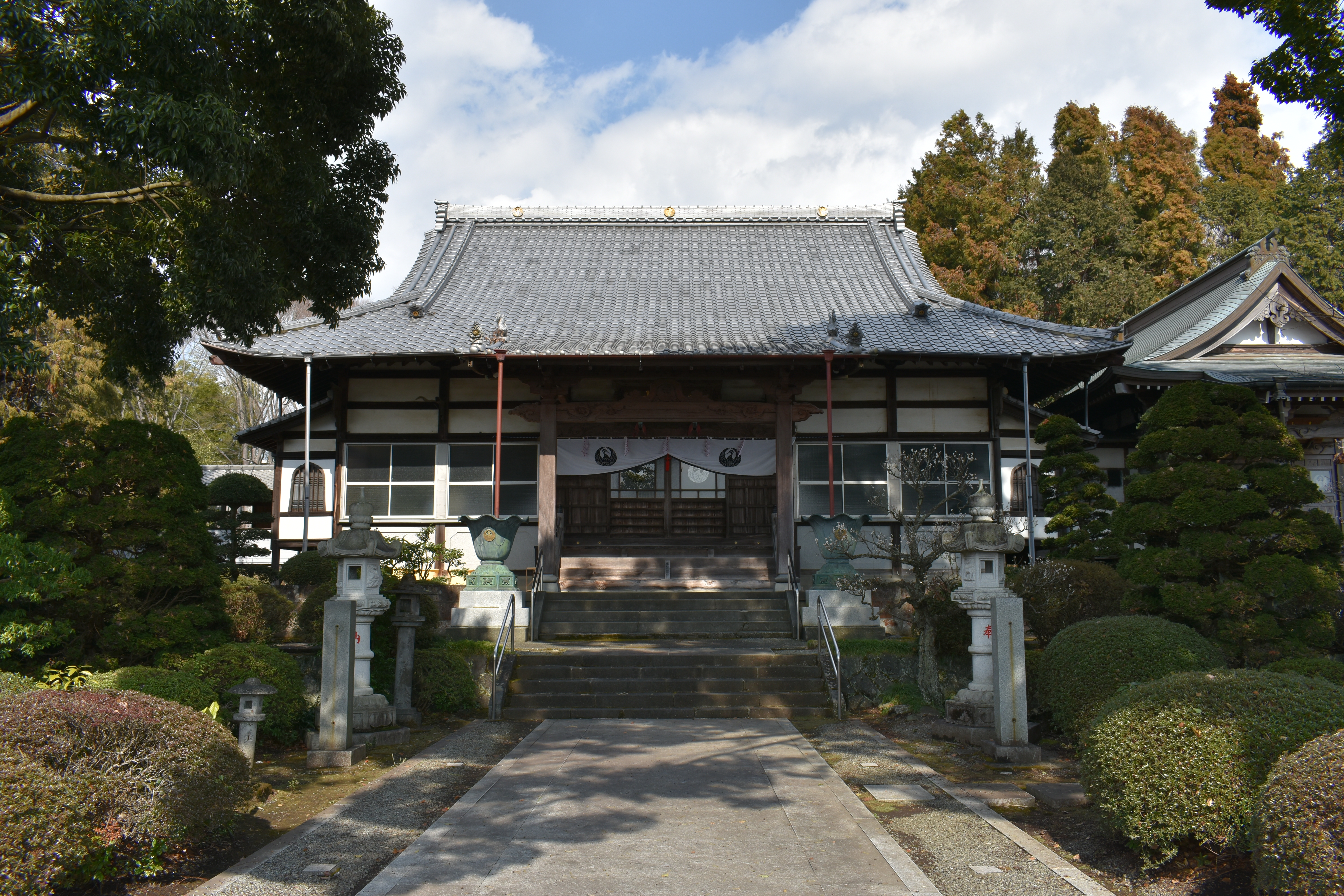
小泉久遠寺
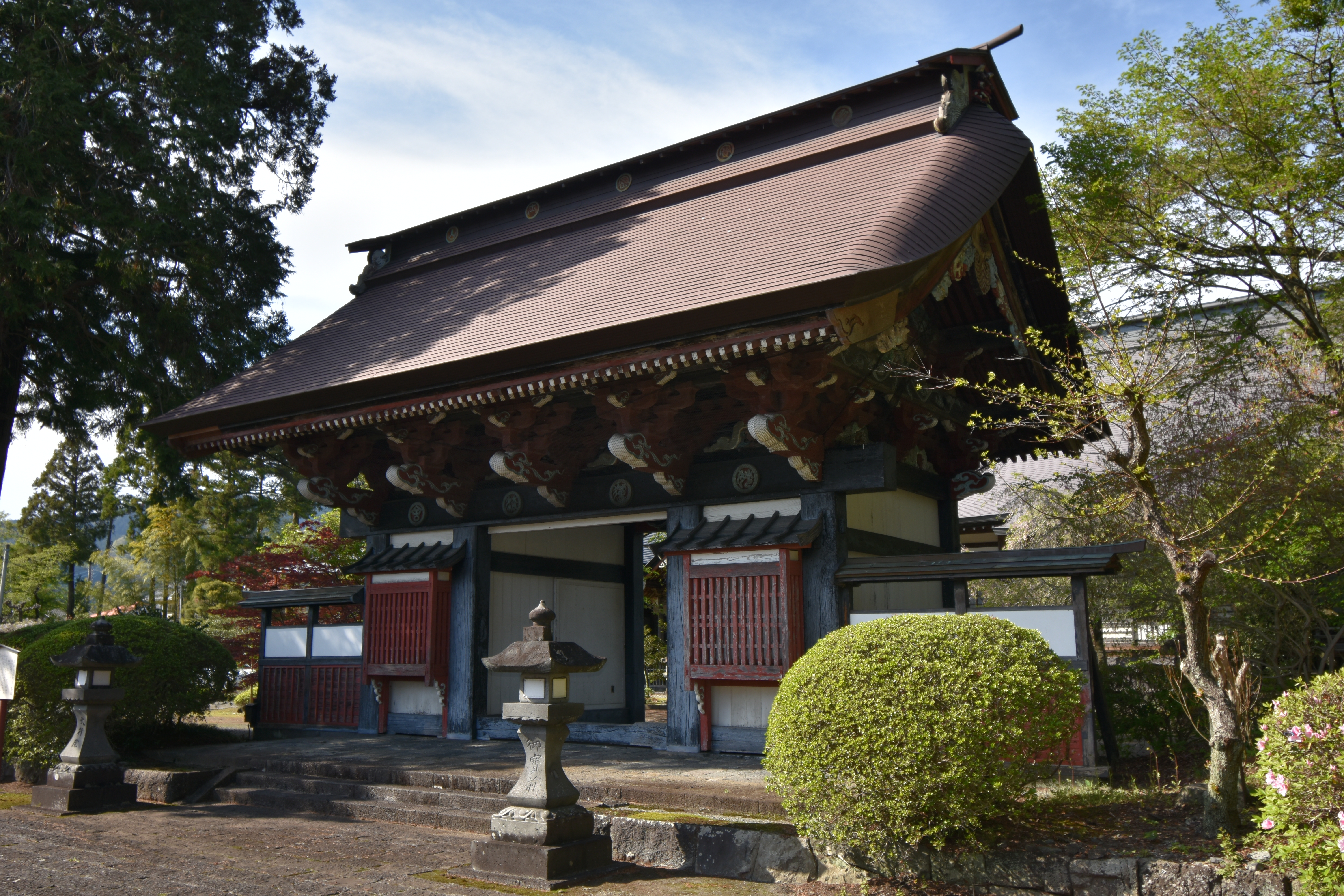
下条妙蓮寺

## 歴史
鎌倉時代の末期、日蓮宗開祖日蓮の高弟日興及びその弟子たちによって駿河国富士郡に創設された。各寺共に日興の法脈を継承し、『甲斐国志』の日興の條には五山を指して「富士五箇寺」とある。
五山は今川氏および徳川氏による保護政策を受け、無縁所に指定されていた。無縁所とする今川氏時代の文書として大石寺・小泉久遠寺・北山本門寺の例が、徳川時代は西山本門寺・下条妙蓮寺の例が確認されている。
「五寺」という認識は古くから存在しており、貝原益軒『壬申紀行』には「富士のすそ野に日蓮宗の五ヶ寺あり。北山の重巣本門寺、西山門本寺、上野の妙蓮寺、大石寺、大宮の久遠寺あり」とある。また『東海道巡覧記』には「法花ふし五ヶ寺」、羽倉簡堂『東游日歴』には「岳西五大寺」、原得斎『富嶽行記』には「富（士）山の裾に五ヶ所の法華寺あり」とある。このように「五寺」という認識は広く流布されていた。